# Anna Alexandrowna Kirpischtschikowa

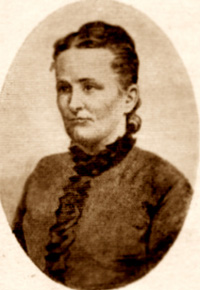
Anna Alexandrowna Kirpischtschikowa, 1927

Anna Alexandrowna Kirpischtschikowa (russisch Анна Александровна Кирпищикова; geborene Buidarina (russisch Быдарина); geb. 14. Februar 1838 in Polasnenski Sawod, Gouvernement Perm, Russisches Kaiserreich; gest. 17. April 1927 in Perm, Sowjetunion) war eine russische Schriftstellerin.

## Leben
Anna Buidarina wurde 1838 im zaristischen Russland in der Werkssiedlung Polasnenski Sawdod (⊙) in einer Familie ehemaliger Leibeigener geboren. Ihr Vater Alexander Grigorjewitsch Buidarin (russisch Александр Григорьевич Быдарин) war leitender Angestellter im Werk. Ihre Mutter Alexandra Iwanowna Buidarina (russisch Александра Ивановна Быдарина) war die Tochter eines Priesters.
Das Mädchen wurde zu Hause unterrichtet und eignete sich im Selbststudium Geschichte, Politökonomie und Ästhetik an. Ihre Mutter starb, als Anna Buidarina 15 war. Ihr Vater heiratete bald darauf wieder, woraufhin Anna zu ihrer Tante nach Tschormos (⊙) zog.
1854 heiratete sie Michail Alexejewitsch Kirpischtschikow (russisch Михаил Алексеевич Кирпищиков), Assistenzlehrer an der Werksschule in Tschormos. Durch ihren Mann machte sie sich mit den Werken russischer Schriftsteller vertraut; Ende der 1850er Jahre begann sie selbst zu schreiben. Anna Kirpischtschikowas Weltanschauung stand unter dem Einfluss der sozialen Bewegung im Russland der 1860er und 1870er Jahre. Ihre erste Veröffentlichung, die Erzählung „Antil Petrowitsch Mereshin“ (russisch Антип Петрович Мережин), erschien 1865 in Nekrassows Zeitschrift Sowremennik. Sie schilderte die Notlage einer jungen Bäuerin und wurde von Nikolai Alexejewitsch Nekrassow persönlich genehmigt. Im selben Jahr erschien im Sowremennik eines ihrer bekanntesten Werke, der Roman „Portschenaja“ (russisch Порченая ‚Korrupt‘).
1865 zog Anna Kirpischtschikowa nach Perm (⊙), wo sie das Geld für die Familie verdiente (zu der Zeit hatte sie drei Kinder) und hörte vorübergehend mit dem Schreiben auf. Ihr nächstes Werk „Kak shili w Kumore“ (russisch Как жили в Куморе) erschien 1867 in der Zeitschrift Otetschestwennye Sapiski und erhielt große Anerkennung durch den russischen Schriftsteller und Satiriker Michail Jewgrafowitsch Saltykow-Schtschedrin. Ab 1879 arbeitete Anna Kirpischtschikowa bei der Zeitung „Ekaterinburgskoj Nedelej“ (russisch Екатеринбургской неделей ‚Jekaterinburger Woche‘), wo sie einige Erzählungen und Gedichte veröffentlichte. Ihre schriftstellerische Tätigkeit endete in den 1890er Jahren: ihr Mann, ihr Sohn und eine jüngere Tochter starben.
1926 ehrte sie die Staatliche Universität Perm für ihren großen Beitrag zur Entwicklung der Literatur im Prikamye (russisch Прикамье). Sie erhielt eine persönliche Rente.
Anna Kirpischtschikowa starb 1927 in Perm. Sie wurde auf dem Neuen Friedhof (russisch Егошихинское Jegoschichinskoje)  begraben. Das Grab ging in den sowjetischen Jahren verloren.
Seit 2002 ist eine Straße im Permer Motowiilichinskij Rajon (Motowiilicha) nach ihr benannt. Im Staatlichen Archiv der Region Perm (russisch Государственный архив Пермского края Gosudarstwennyj archiw Permskogo kraja) befinden sich Dokumente über Anna Kirpischtschikowa.